# Eudorylas hystricosus
Eudorylas hystricosus är en tvåvingeart som beskrevs av Skevington 2003. Eudorylas hystricosus ingår i släktet Eudorylas och familjen ögonflugor. Inga underarter finns listade i Catalogue of Life.